# Sandalus camerunus
Sandalus camerunus is een keversoort uit de familie Rhipiceridae. De wetenschappelijke naam van de soort is voor het eerst geldig gepubliceerd in 1957 door Dahl.